# Vaccinium racemosum
Vaccinium racemosum là một loài thực vật có hoa trong họ Thạch nam. Loài này được (Vahl) Wilbur & Luteyn miêu tả khoa học đầu tiên năm 1977.